# Aspidiotus undulatus
Aspidiotus undulatus är en insektsart som beskrevs av Karl Hermann Leonhard Lindinger 1909. Aspidiotus undulatus ingår i släktet Aspidiotus och familjen pansarsköldlöss.
Artens utbredningsområde är Kamerun. Inga underarter finns listade i Catalogue of Life.